# Cosmosalia chrysocoma
Cosmosalia chrysocoma är en skalbaggsart som först beskrevs av Kirby 1837.  Cosmosalia chrysocoma ingår i släktet Cosmosalia och familjen långhorningar. Inga underarter finns listade i Catalogue of Life.